# Garfield
Garfield este o bandă desenată creată de Jim Davis. Publicată original ca Jon în 1976, apoi la nivel național de distribuire ca Garfield din 1978, banda desenată se concentrează pe viața zilnică a personajului titular Garfield motanul, stăpânul său uman Jon Arbuckle și câinele Odie. Din 2013, a fost distribuit la aproximativ 2,580 de ziare de știri și reviste, și a deținut recordul mondial Guiness pentru cea mai distribuită bandă desenată din lume.
Deși amplasarea este menționată rar în tipărire, Garfield ia loc în Muncie, Indiana, orașul natal al lui Jim Davis, potrivit specialului de televiziune Happy Birthday, Garfield. Teme comune în benzile desenate includ lenevia lui Garfield, mâncatul obsesiv, iubirea de cafea și lasagna, disprețul față de ziua de luni și diete. Garfield este de asemenea arătat manipulând oamenii pentru a obține ce vrea. Benzile desenate se concentrează în principal pe interacțiunile dintre Garfield, Odie și Jon, dar personaje recurente mai apar de asemenea.
Pe 6 august 2019, înainte de fuzionarea sa cu CBS Corporation ca să devină ViacomCBS (acum Paramount Global), compania cu sediul în New York City Viacom a intrat într-un acord să cumpere Paws, Inc., incluzând majoritatea drepturilor pentru franciza Garfield (benzile desenate, mărfurile și desenele animate). Acordul nu a inclus filmele live action cu Garfield, care sunt în continuare deținute de The Walt Disney Company prin 20th Century Studios, și de asemenea filmul de animație cu Garfield de la Alcon Entertainment care este distribuit de Sony Pictures prin marca Columbia Pictures. Jim Davis continuă să realizeze benzile desenate, iar un nou serial de animație cu Garfield este în lucru la Nickelodeon Animation Studio, o subsidiară a Paramount Global.

## Istorie
Au fost create numeroase benzi desenate cu Garfield. În benzile desenate,  Garfield, de obicei, mănâncă, doarme și se uită la televizor. În diversele sale benzi desenate Garfield a mai fost însoțit de asemenea de ursulețul său de pluș Pooky, prietenul său Squeak, iubita sa Arlene, și de rivalul său Nermal.
Pentru succesul benzilor, Garfield a mai apărut de asemenea în propriile sale serii de desene animate, Garfield și Prietenii și The Garfield Show, și în mii de episoade speciale și filme live-action.
Nu trebuie uitate revista Garfield și contul de facebook al lui Garfield.

## Personaje
- Garfield

Garfield, motanul maestru în ironii, leneveală, sorbit de cafea, lihnit de lasagna și enervat de câini. El este genul de motan căruia îi place ca lucrurile să iasă cum vrea el, adică să nu facă nimic toată ziua. Garfield și-a dresat bine stăpânul, pe Jon, care îi respectă programul de mese regulate și lipsa de exercițiu fizic. Acum, viața se rezumă la a evita guduratul lui Odie și la dormit cât cuprinde, adică mult! Și să nu uităm că îi place să facă lucruri mai neobișnuite adică să doarmă, să mănânce sau să se uite la televizor.
- Odie

Odie, cățelul prostuț care îl însoțește pe Garfield nu o fi prea deștept, dar este cel mai bun când vine vorba de lins, cu mirosuri și salivă cu tot! Garfield se joacă uneori cu bălosul de Odie, dar de obicei sunt jocuri de genul „Fă pe mortul”, „Fă-te că dormi” și „Fugi de prinde avionul ală și lasă-l pe Garfield în pace”.
- Jon Arbuckle

Garfield se poartă cu blândul său stăpân Jon ca și cum ar fi servitorul lui personal, iar în schimb primește nenumărate porții de lasagna! Jon a renunțat de mult la încercările de a-i dresa pe Garfield și pe Odie, iar acum visează să apară în viața lui o fată drăguță care să îl scape de toate astea.
- Squeak

Squeak (Chițăilă în română) este un șoarece gri care locuiește într-o vizuină în casă. Pentru că Garfield urăște gustul de șoarece, acesta s-a gândit că este o idee bună să se împrietenească cu acesta.
- Pooky

Pooky este ursulețul de pluș și partenerul de somn a lui Garfield .
- Nermal

Nermal este rivalul lui Garfield. El este cunoscut a fi „cel mai drăguț pisoiaș din lume” și de aceea Garfield este gelos pe el.
- Arlene

Arlene este o pisică roz și iubita lui Garfield.
- Dr. Liz

Liz este veterinarul lui Garfield. Ea este îndrăgostită tare mult de Jon.Dar și Jon o place.

## Filmografie

### Televiziune
Debutul de animație al lui Garfield a fost pe The Fantastic Funnies, care a difuzat pe CBS pe 15 mai 1980, exprimat de actorul Scott Beach. Garfield a fost una dintre benzile prezentate, prezentată ca un nou venit (banda avea doar doi ani la vremea respectivă). Din 1982 până în 1991, au fost difuzate douăsprezece speciale de desene animate Garfield și un documentar primetime de o oră care sărbătorește a zecea aniversare a personajului; Lorenzo Music i-a exprimat pe Garfield în toți. Un spectacol de desene animate de sâmbătă dimineața, Garfield and Friends, difuzat timp de șapte sezoane din 1988 până în 1994; această adaptare a jucat și Music ca vocea lui Garfield. Garfield Show, o serie CGI, a început dezvoltarea în 2007 pentru a coincide cu cea de-a 30-a aniversare a benzii în anul următor. [1] A avut premiera în Franța în decembrie 2008 și a debutat în SUA în Cartoon Network pe 2 noiembrie 2009.

#### Serial TV
| Title                 | Broadcast date     | End date          |
| --------------------- | ------------------ | ----------------- |
| Garfield și prietenii | 17 septembrie 1988 | 10 decembrie 1994 |
| The Garfield Show     | 2 noiembrie 2009   | 24 octombrie 2016 |
| Garfield Originals    | 2019               | TBA               |

#### Speciale primetime
| Title                          | Broadcast date    | Emmy result  |
| ------------------------------ | ----------------- | ------------ |
| Here Comes Garfield            | 25 octombrie 1982 | Nominalizare |
| Garfield on the Town           | 28 octombrie 1983 | Câștigat     |
| Garfield in the Rough          | 26 octombrie 1984 | Câștigat     |
| Garfield's Halloween Adventure | 30 octombrie 1985 | Câștigat     |
| Garfield in Paradise           | 27 mai 1986       | Nominalizare |
| Garfield Goes Hollywood        | 8 mai 1987        | Nominalizare |
| A Garfield Christmas           | 21 decembrie 1987 | Nominalizare |
| Garfield: His 9 Lives          | 22 noiembrie 1988 | Nominalizare |
| Garfield's Babes and Bullets   | 23 mai 1989       | Câștigat     |
| Garfield's Thanksgiving        | 22 noiembrie 1989 | Nominalizare |
| Garfield's Feline Fantasies    | 18 mai 1990       | Nominalizare |
| Garfield Gets a Life           | 8 mai 1991        | Nominalizare |

#### Filme
- Garfield: Filmul
- Garfield: Coada a două pisicuțe
- Aventurile lui Garfield în lumea reală
- Amuzamentul lui Garfield
- Garfield: Forța Animalelor
- Garfield